# Sühneverfahren
Das Sühneverfahren ist nach deutschem Strafprozessrecht ein vorgerichtliches Verfahren, das bei bestimmten Straftaten durchgeführt werden muss, bevor durch den Verletzten sog. Privatklage vor dem Strafrichter erhoben werden kann.
Dabei schreibt § 380 Strafprozessordnung vor, dass bei folgenden Delikten vor Erhebung der Privatklage ein Sühneversuch durchgeführt werden muss, wenn der Verletzte und der Täter in derselben Gemeinde wohnen:
- Hausfriedensbruch
- Ehrdelikte, einschließlich üble Nachrede, Verleumdung und Verunglimpfung des Andenkens Verstorbener
- Verletzung des Briefgeheimnisses
- Körperverletzung nach §§ 223 und 229 Strafgesetzbuch
- Bedrohung
- Sachbeschädigung

Zu beachten ist dabei, dass wegen dieser Straftaten öffentliche Klage (Anklage) durch die Staatsanwaltschaft auch ohne Durchführung eines Sühneverfahrens erhoben werden kann.

## Ablauf
Der Sühneversuch wird nicht von Amts wegen eingeleitet, sondern der Verletzte muss bei der sog. Vergleichsbehörde seiner Gemeinde einen Sühnetermin beantragen. Vergleichsbehörde ist meistens das Schiedsamt.
An dem Sühnetermin müssen der Verletzte und der Beschuldigte persönlich erscheinen, eine Vertretung durch einen Rechtsanwalt ist nicht vorgeschrieben.
Es wird seitens der Schiedsperson versucht, eine gütliche, vergleichsweise Einigung herbeizuführen. Dieses Ergebnis wird dann protokolliert.
Kommt es nicht zu einer Einigung oder erscheint der Beschuldigte nicht, wird dies bescheinigt. Diese Bescheinigung ist dann bei der Erhebung der Privatklage einzureichen.

## Sinn und Zweck
Zum einen dient das Sühneverfahren der Entlastung der Gerichte vor übereilten Privatklagen. Es soll aber auch den Frieden innerhalb einer Gemeinde erhalten, dass sich Mitbürger untereinander aussöhnen und nicht vor Gericht ziehen.